# Harald Hillebrecht
Harald Hillebrecht (* 10. Juli 1960 in Weingarten, Baden-Württemberg; † 26. Oktober 2024 in Freiburg/Breisgau) war ein deutscher Chemiker.

## Leben
Harald Hillebrecht absolvierte 1979 das Abitur am Spohn-Gymnasium Ravensburg. Von 1979 bis 1981 war er Soldat auf Zeit der Bundeswehr in Weingarten. Danach nahm er 1981 sein Studium der Chemie an der Albert-Ludwigs-Universität Freiburg auf. 1984 wurde er in die Studienstiftung des deutschen Volkes aufgenommen. Seine Diplomarbeit fertigte er 1987 im Arbeitskreis von Gerhard Thiele an. Seine Dissertation über Halogenide und Halogenometallate von Molybdän und Platinmetallen schloss er 1991 auch bei Gerhard Thiele an der Albert-Ludwigs-Universität Freiburg ab.
Als Postdoktorand ging er an das Max-Planck-Institut für Festkörperforschung in Stuttgart in die Arbeitsgruppe von Hans Georg von Schnering, wo er von 1991 bis 1993 beschäftigt war. Seine Habilitation im Fach Anorganische Chemie erfolgte 1997 an der Albert-Ludwigs-Universität Freiburg. Er war dort u. a. verantwortlich für den Bachelor-Studiengang in Chemie der Regio Chimica, in Kooperation mit der Université de Haute Alsace Mulhouse.
Hillebrecht folgte 1997 einem Ruf auf eine C3-Professur für Festkörperchemie an die Universität Bonn, die er bis 1999 innehatte. Nach einer anschließenden C4-Professur an der Universität Bayreuth von 1999 bis 2002, kehrte er erneut nach Freiburg zurück, als Inhaber des Lehrstuhls für Festkörperchemie an der Albert-Ludwigs-Universität Freiburg. 2009 bis 2011 nahm er die Funktion des Dekans der Fakultät für Chemie und Pharmazie wahr, 2021 bis 2023 die Funktion des Studiendekans. 2002–2005 und 2014–16 war er Vorsitzender der Ortsgruppe Freiburg der Gesellschaft Deutscher Chemiker.
Als bekannter Forscher zum Element Bor initiierte er die 2017 erfolgte Durchführung des 19. „International Symposions on Bor, Borids and Related Materials“ an der Universität Freiburg. Zu seinen Verdiensten zählt u. a. die Aufklärung eines fehlerhaften Versuchs zur Wirkung von HPbl3.
Harald Hillebrecht war seit 1986 verheiratet und hatte drei Kinder.

## Forschung
Die Arbeitsgruppe um Hillebrecht forscht auf dem Gebiet der Festkörperchemie und Materialwissenschaft. Das Hauptinteresse liegt dabei auf den Hochtemperatursynthesen, Reaktivität von Metallschmelzen, Struktur-Eigenschafts-Beziehungen, Hartstoffen, intermetallische Phasen und Thermoelektrika.

## Aktuelle Veröffentlichungen
- Hillebrecht, H. u. a. (2023): Interactions of pyridine‐based organic cations as structure‐determining factors in perovskite‐related compounds AxPb(II)yBrz, in: Berichte der deutschen Chemischen Gesellschaft, März 2023, DOI:10.1002/ejic.202200671.
- Daub, M., Daria Natalukha & Hillebrecht, H. (2022). Crystal Structures of the Perovskite-Related System A/Rb/Cu(II)/Br (A=BA, Gu, PEA, 5-AVA, H2en) with Winners, Losers and Compromises – Versatility from 0D to 3D on Different Levels. European Journal of Inorganic Chemistry doi:10.1002/ejic.202200136.
- Michael Krummer, Daub, M., & Hillebrecht, H. (2022). New Pb(II)-Ammine complexes as intermediates from the interaction of CH3NH2 with PbX2 and CH3NH3PbX3 (X=Cl, Br). Journal of Inorganic and General Chemistry, doi:10.1002/zaac.202100176.
- Subhash, S. K., Gerach, T., Sherkat, N., Hillebrecht, H., Woias, P., Pelz, U. (2021): Fabrication of μ TEGs Based on Nano-Scale Thermoelectric Material Dispersions. 2021 21st International Conference on Solid-State Sensors, Actuators and Microsystems (Transducers). doi:10.1109/Transducers50396.2021.9495526
- Achim Schaadt; Thilo Ludwig; Harald Hillebrecht, Ingo Krossing: The Influence of the Precipitation/Ageing Temperature on an Cu/ZnO/ZrO2 Catalyst for Methanol Synthesis from H2 and CO2, in: ChemCatChem, Vol., 6 No. 6/2014, p. 1721–1730.
- Barbara Albert; Harald Hillebrecht: Boron - Elementary Challenge for Experimenters and Theoreticans, in: Angewandte Chemie, 48. Jg., Nr. 46/2009, P. 8640–8668, doi:10.1002/anie.200903246.